# (32682) 1177 T-1
1177 T-1 (asteroide 32682) é um asteroide da cintura principal. Possui uma excentricidade de 0.05293750 e uma inclinação de 1.84354º.
Este asteroide foi descoberto no dia 25 de março de 1971 por Cornelis Johannes van Houten e Ingrid van Houten-Groeneveld e Tom Gehrels em Palomar.